# Tylecodon occultans
Tylecodon occultans ist eine Pflanzenart der Gattung Tylecodon in der Familie der Dickblattgewächse (Crassulaceae).

## Beschreibung
Tylecodon occultans wächst als sehr kleine Pflanze mit einer leicht kugeligen und knolligen unterirdischen Basis die bis zu 1,5 Zentimeter im Durchmesser erreicht. Der Caudex besitzt eine graue und eine sich in Flocken ablösende Rinde. Es werden ein bis zwei unterirdische oder manchmal auch oberirdische Triebe ausgebildet. Diese sind bis 1 Zentimeter hoch und 5 bis 8 Millimeter im Durchmesser. Von den kreisrunden und flachen Blätter werden eines oder manchmal auch zwei ausgebildet. Diese sind zurückgebogen und an den Boden gedrückt, schildförmig geformt, mit Drüsenhaaren besetzt und sie werden 1 bis 2,5 Zentimeter im Durchmesser. 
Der Blütenstand besteht aus aufrechten und bis 8 Zentimeter hohen Thyrsen, die ein oder drei Monochasien tragen. Die linealischen Tragblätter werden 2 Millimeter lang. Die aufrechten Blüten stehen an einem 10 bis 12 Millimeter langen Blütenstiel. Die linealischen Kelchblätter werden 2 bis 3 Millimeter lang. Die röhrige Kronröhre ist kahl, blassgelblich bis gelblich grün gefärbt und wird 12 bis 15 Millimeter lang und 2,5 Millimeter im Durchmesser. Die zurückgebogenen Zipfel sind 1,5 Millimeter lang. 

## Systematik und Verbreitung
Tylecodon occultans ist in Südafrika in der Provinz Westkap in der Sukkulenten-Karoo auf Quarzkieselebenen verbreitet. Die Erstbeschreibung erfolgte 1977 durch Helmut Richard Tölken als Cotyledon occultans. Tölken selbst stellte die Art 1978 in die Gattung Tylecodon.